# Cutigliano
Cutigliano là một đô thị ở tỉnh Pistoia trong vùng Toscana, có vị trí cách khoảng 50 km về phía tây bắc của Florence và khoảng 25 km về phía tây bắc của Pistoia.
Cutigliano giáp các đô thị: Abetone, Bagni di Lucca, Fanano, Fiumalbo, Piteglio, San Marcello Pistoiese.